# Файт, Юлий Андреевич
Ю́лий Андре́евич Файт (27 марта 1937, Москва — 4 июля 2022, Москва) — советский и российский кинорежиссёр и актёр.

## Биография
Родился 27 марта 1937 года в Москве в семье актёра Андрея Файта (1903—1976).
В 1960 году окончил режиссёрский факультет ВГИКа (мастерская М. Ромма).
Работал режиссёром на киностудиях «Ленфильм», им. М. Горького, снимал полнометражные и короткометражные художественные фильмы, сюжеты для «Альманаха кинопутешествий» и киножурнала «Ералаш», телевизионные и документальные ленты о музыке и музыкантах («Родники творчества», «Четверо и музыка», «Дирижирует Геннадий Рождественский», «Композитор Борис Чайковский» и др.).
Поставил два спектакля («Слонёнок» — 1981; «Каштанка» — 1982) во Владимирском театре кукол.
В 2004 году выпустил фильм «Дорогой Василий Макарыч», построенный на основе писем зрителей и читателей В. М. Шукшину с включением фрагментов фильма «Калина красная».
Скончался от инфаркта 4 июля 2022 года на 86-м году жизни, в Москве. Прощание с режиссёром прошло 6 июля в ЦКБ № 52 в Москве. Похоронен на Аксиньинском кладбище Одинцовского района Московской области.

## Фильмография
| Год  |     | Название                | Роль      |
| ---- | --- | ----------------------- | --------- |
| 1956 | кор | Убийцы                  | Ник Адамс |
| 1958 | кор | Маяка с реки Бикин      | режиссёр  |
| 1964 | кор | Трамвай в другие города | режиссёр  |
| 1964 | ф   | Пока фронт в обороне    | режиссёр  |
| 1966 | ф   | Мальчик и девочка       | режиссёр  |
| 1976 | ф   | Русалочка               | эпизод    |
| 1977 | ф   | Марка страны Гонделупы  | режиссёр  |
| 1979 | ф   | Пограничный пёс Алый    | режиссёр  |
| 1984 | ф   | Зелёный остров          | режиссёр  |

### Сюжеты для журнала «Ералаш»
| Год  |     | Название                    | Роль     |
| ---- | --- | --------------------------- | -------- |
| 1978 | кор | № 17: Поединок              | режиссёр |
| 1982 | кор | № 36: Вот смеху-то будет!…  | режиссёр |
| 1987 | кор | № 62: Три богатыря          | режиссёр |
| 1987 | кор | № 63: Рыбак                 | режиссёр |
| 1987 | кор | № 65: Жертва любви          | режиссёр |
| 1988 | кор | № 69: Это было жарким летом | режиссёр |
| 1989 | кор | № 77: Спецконтроль          | режиссёр |
| 2004 | кор | № 179: Я памятник себе…     | режиссёр |